# Marcos del Cero
Marcos del Cero (Bahía Blanca, Provincia de Buenos Aires, Argentina, 28 de febrero de 1978) es un futbolista argentino. Su posición era la de defensor y actualmente se encuentra fuera de actividad. Su último club fue Guillermo Brown.

## Trayectoria
| Club                       | País      | Año         |
| -------------------------- | --------- | ----------- |
| Liniers (Bahía Blanca)     | Argentina | 2001 - 2002 |
| Villa Mitre (Bahía Blanca) | Argentina | 2002 - 2003 |
| Guillermo Brown            | Argentina | 2003 - 2004 |
| Ferro Carril Oeste         | Argentina | 2004 - 2005 |
| Guillermo Brown            | Argentina | 2005 - 2012 |

## Como DT
- Dirige las divisiones de Primera y Reserva que participan de la Liga del Valle.